# Rolf Stödter

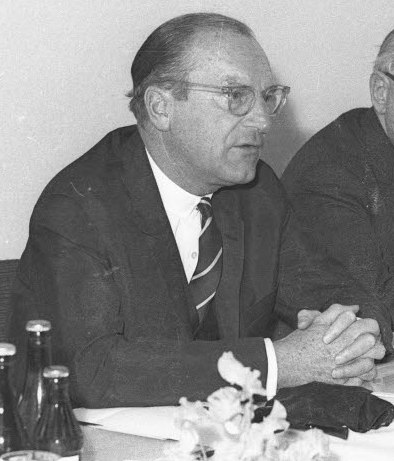
Rolf Stödter (1966)

Rolf C. Wilhelm Stödter (* 22. April 1909 in Hamburg; † 24. April 1993 in Wentorf bei Hamburg) war ein deutscher Jurist und Reeder sowie Hauptgeschäftsführer beim Verband Deutscher Reeder. Seit 1964 war er mit der Juristin Helga Stödter (geborene Kloninger) verheiratet, mit der er drei Töchter hatte.

## Ausbildung
Rolf Stödter legte sein Abitur auf dem Heinrich-Hertz-Realgymnasium in Hamburg ab und studierte in Freiburg, Genf, München und Hamburg Rechtswissenschaften. Nach dem Abschluss seines Referendarexamens im Jahr 1931 folgte die Promotion bei Kurt Perels im Jahr 1933. Weitere zwei Jahre später beendete Stödter sein Studium in Hamburg mit der Großen juristischen Staatsprüfung und habilitierte sich 1936 an der Universität Hamburg. Er bestand alle Examina Summa cum laude.

## Beruflicher Werdegang
Stödter arbeitete ab 1936 zunächst als Privatdozent und begann ab 1937 eine Tätigkeit als Geschäftsführer beim Verband Deutscher Reeder. Schon im folgenden Jahr wurde er dessen Hauptgeschäftsführer.
Während des Zweiten Weltkriegs vom Wehrdienst freigestellt wurde Stödter 1943 zum außerordentlichen Professor der Staats- und Rechtswissenschaftlichen Fakultät berufen. An der Hamburger Universität hielt er Vorlesungen in Staats-, Verwaltungs- und Völkerrecht. Ein Schwerpunkt seiner Arbeit lag auf Fragen des Schifffahrtsrechts.

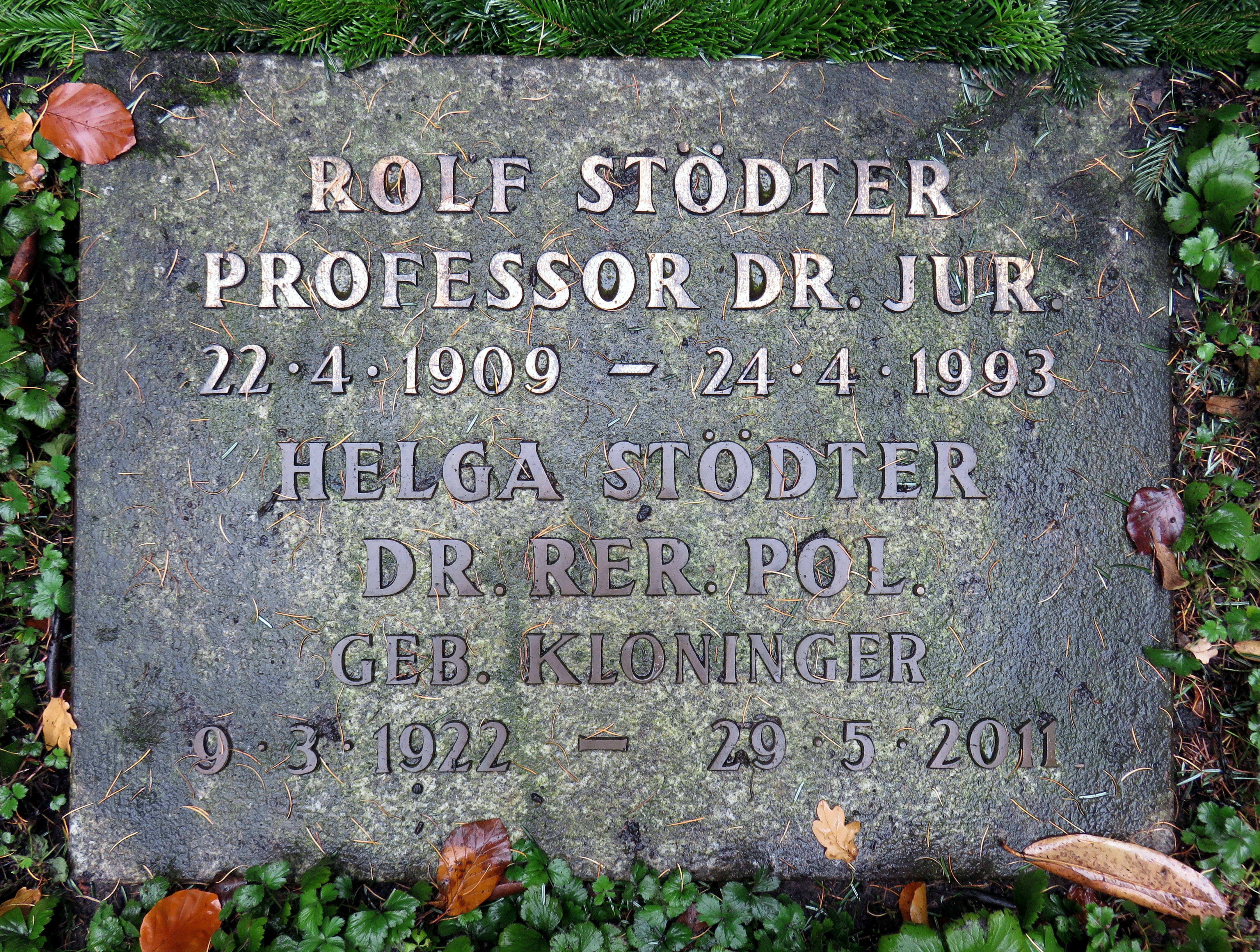
Kissenstein Rolf Stödter auf dem Friedhof Ohlsdorf

Stödter, der im Zuge der Machtergreifung der Nationalsozialisten 1933 der SA und 1936 der NSDAP beigetreten war, war beim NS-Dozentenbund Vertrauensmann für Auslandsfragen. Er wechselte von der SA zur SS. Stödter schied unmittelbar nach dem Zweiten Weltkrieg auf seinen Wunsch hin aus dem Professorenamt aus, gehörte der Fakultät dann aber weiter als außerordentlicher Professor an.
In den ersten Nachkriegsjahren arbeitete Stödter auf Seiten der Reeder am Wiederaufbau der deutschen Handelsflotte. 1955 wurde er Teilhaber an der Reederei John T. Essberger. Erst Anfang der 1980er Jahre zog er sich ganz aus dem Tagesgeschäft der Reederei zurück, wirkte aber in zahlreichen Ämtern weiter.
Rolf Stödter wurde auf dem Ohlsdorfer Friedhof in Hamburg im Planquadrat M 14 südlich der Cordesallee und westlich der Ringstraße beigesetzt.

## Engagement
Rolf Stödter bekleidete unter anderem folgende Ämter:
- Präsidiumsmitglied im Verband Deutscher Reeder
- 1953 Vorsitzender des Deutschen Vereins für Internationales Seerecht[2]
- 1955–1963 und 1969–1987: Präsident des Übersee-Clubs in Hamburg
- 1964–1968: Präses der Handelskammer Hamburg
- Vorstandsmitglied der Deutschen Gesellschaft für auswärtige Politik
- Präsident der Deutschen Gruppe der Internationalen Handelskammer
- 1977 Präsident der Internationalen Handelskammer in Paris
- Präsidiumsmitglied der International Law Association
- Mitglied des Kuratoriums der ZEIT-Stiftung

## Publikationen (Auswahl)
- Stödter, Rolf: Flottengeleit im Seekrieg. Untersuchungen zur seekriegsrechtlichen Stellung feindlicher Geleitzüge. Hanseatische Verlagsanstalt, Hamburg 1936.
- Stödter, Rolf: Deutschlands Rechtslage. Rechts- und Staatswissenschaftlicher Verlag, Hamburg 1948.
- Stödter, Rolf: Kommerz und Kultur im Amsinck-Haus am Neuen Jungfernstieg. Der Übersee Club 1922 - 1972. 1. Auflage. Christians, Hamburg 1972.
- Stödter, Rolf und Thieme, Werner: Hamburg Deutschland Europa. Beiträge zum deutschen und europäischen Verfassungs-, Verwaltungs- und Wirtschaftsrecht. Mohr, Tübingen 1977.
- Stödter, Rolf: Am Tor zur Welt. Reden und Aufsätze über Wirtschaftspolitik und Schiffahrtspolitik. 1. Auflage. Christians, Hamburg 1979, ISBN 3-7672-0614-5.
- Stödter, Rolf: Schicksalsjahre deutscher Seeschiffahrt. 1945 - 1955. 1. Auflage. E.S. Mittler & Sohn, Herford 1982, ISBN 3-8132-0138-4.
- Außerdem verfasste Rolf Stödter verschiedene Schriften und wissenschaftliche Beiträge zum Seerecht.